# Château de Château-Renault
Le château de Château-Renault est un ancien château fort, dont la fondation remonte au début du XIe siècle, qui se dresse sur la commune française de Château-Renault dans le département d'Indre-et-Loire, en région Centre-Val de Loire.
Le château fait l’objet d’une inscription partielle au titre des monuments historiques.

## Localisation
Le château est situé au nord-est de Tours, dominant le rebord de la vallée de la Brenne, sur la commune de Château-Renault, dans le département français d'Indre-et-Loire.

## Historique
Le comte Thibaut IV de Blois érige vers 1140 un donjon cylindrique sur motte (après que le château antérieur ait été incendié). Une enceinte maçonnée longue de 170 m sur 90 m l'enserre.
Château-Renault avait sans doute été fondé par les Château-Gontier, pro-Angevins : Renaud Ier (fl. dans les décennies qui suivirent l'an mil, sous Foulque Nerra) et ses fils Alard Ier et Renaud II de Château-Gontier (fl. dans les années 1060 ; tué en 1067 avec Geoffroy II de Preuilly et Girard de Montreuil-Bellay dans une émeute populaire à Angers, alors qu'ils animaient une conspiration contre le comte Geoffroi le Barbu en faveur du Réchin). Il semble qu'un membre de la famille, Guicher Ier, soit la souche des Château-Renault (dès les années 1040, et du côté des Blois, ce qui lui aurait valu sa destitution par le parti angevin en 1044 ?) : est-ce un fils de Renaud Ier ? (le nom de Guicher revient plusieurs fois chez les Château-Gontier, porté par un fils cadet de Renaud II, donc un frère puîné de Renaud III ; et aussi semble-t-il par un fils de Leutbert/Herbert, un bâtard de Renaud Ier).
Guicher Ier serait le père de Guicher II, rétabli après 1067 et mort vers 1102 — en fait, Guicher Ier n'étant pas répertorié parmi les enfants connus de Renaud Ier, ne doit-on pas faire un seul personnage de Guicher Ier et Guicher II, qui pourrait alors être Guicher, fils cadet de Renaud II ? Guicher II est le père de Renaud III de Château-Renault (fl. vers 1100, 1110), père lui-même de Renaud IV († v. 1140). 
La fille héritière de Renaud IV, Sibylle, apporte Château-Renault à son premier mari Thibaut V comte de Blois, de Chartres et de Dunois : elle meurt sans postérité, mais les comtes de Blois issus du deuxième mariage de Thibaut V avec Alix de France, fille de Louis VII et d'Aliénor d'Aquitaine, conservent Château-Renault jusqu'à l'acquisition en 1397 du comté de Blois par Louis duc d'Orléans, frère cadet de Charles VI. Château-Renault passe ensuite au fils du duc Louis, Charles duc d'Orléans, le poète, qui le confie en 1449 à son demi-frère Dunois (1403-1468 ; bâtard de Louis d'Orléans), souche des ducs de Longueville de la maison d'Orléans-Longueville. Baronnie en 1525.
Château-Renault passe ensuite aux Gondi, Charles de Gondi (1569-1596 ; Général des galères, fils cadet d'Albert de Gondi, Ier duc de Retz, maréchal de France et Général des galères, 1522-1602) ayant épousé en 1588 Antoinette d'Orléans-Longueville (1572-1618 ; dame de Château-Renault), fille du duc Léonor (1540-1573) : Postérité.
En 1618, les Rousselet l'acquièrent par un arrangement familial : Albert (de) Rousselet († 1620, fils de François Rousselet et de Méraude de Gondi, sœur cadette du maréchal-duc Albert ; il était donc un cousin germain de Charles de Gondi et par alliance d'Antoinette d'Orléans) devient le 1er marquis de Château-Renault en 1620. Après lui, son fils François (de) Rousselet, † 1677, puis la descendance des deux fils de ce dernier, François († 1681 ; père des marquis François-Albert, † 1693 à Casal, et Drusus/Dreux Rousselet de Château-Renault, † 1704), et son frère cadet le maréchal François-Louis (de) Rousselet (1637-1716 ; marquis en 1704, père du marquis Emmanuel, † 1739, époux en 1713 de Marie-Émilie de Noailles, fille du maréchal-duc Anne-Jules de Noailles). La fille d'Emmanuel et d'Emilie de Noailles, Marie-Anne-Sophie Rousselet (1727-1792) apporte Château-Renault à son mari Jean-Baptiste-Charles-Henri amiral-comte d’Estaing (1729-guillotiné le 28 avril 1794), épousé sans postérité en 1746. Après la Révolution, le domaine se maintient dans la descendance naturelle des Rousselet, les Dreux de Rousselet, issus d'un bâtard légitimé, Dreux-René Rousselet († v. 1780 et légitimé vers 1758/1760 ?) : Sophie-Gabrielle Dreux de Rousselet épouse en 1794 François-Marie-Louis Barrairon (né en 1746, † v. 1820-1822, avocat et officier des Domaines, fils de Jacques Barrairon), sans postérité. En 1822, la terre passe à une nièce de François-Marie-Louis, Marie-Rose Delcamp (fille de Marie Barrairon, une des filles de Jacques Barrairon) et à son époux Jean Calmon (1774-1857 ; député, conseiller d’État, il était veuf de Marie-Catherine-Louise Dreux de Rousselet, la propre sœur de Sophie-Gabrielle). Postérité : les Calmon gardent le domaine jusqu'au XXe siècle (dont Marc-Antoine, 1832-1890, fils de Jean Calmon et Marie-Rose Delcamp, parlementaire, époux de Joséphine Maison, petite-fille du maréchal).

## Description
Dominant la ville qui s'est installée à son pied, la place était protégée sur trois de ses côtés par un fossé, le long côté sud bordant la falaise. L'accès au château se faisait à l'est.

## Protection aux monuments historiques
Est inscrit par arrêté du 12 octobre 1942 :
- le donjon du XIIe siècle.

Sont inscrits par arrêté du 16 septembre 1949 :
- le château et ses dépendances (à l'exception de son annexe ouest) , mais y compris la porte du XVIIe siècle remontée dans cette annexe.

Sont inscrits par arrêté du 27 février 2024 :
- l'enceinte du château, à savoir l'ensemble des murs de soutènement et des remparts maçonnés ainsi que le fossé attenant à l'est et au nord incluant l'escarpe et la contrescarpe, la terrasse et les ruines de l'aile nord du logis comprenant l'ancienne chapelle, la chemise du donjon et la motte castrale, l'ensemble des sols situés à l'intérieur de l'enceinte  ainsi que le pont dormant.